# Santa María de los Llanos
Santa María de los Llanos es un municipio y localidad española de la provincia de Cuenca, en la comunidad autónoma de Castilla-La Mancha.  El término municipal tiene una población de 668 habitantes (INE 2024).

## Geografía
Se encuentra al sureste de la provincia de Cuenca, a unos 110 km de la capital provincial. Se sitúa a 711  sobre el nivel del mar, en un terreno llano propio de la comarca de La Mancha Conquense a la que pertenece, en concreto a La Mancha Baja Conquense. Por el este de su término municipal discurre el río Saona que acaba desembocando en el río Záncara al sur del municipio. Está atravesado por las carreteras N-301 y AP-36 que unen el centro de la Península con el sureste español. Por el norte del municipio pasa también la N-420 entre los pK 330 y 332. Tiene un área de 42,56 km².
| Noroeste: Mota del Cuervo | Norte: Los Hinojosos            | Nordeste: Monreal del Llano |
| Oeste: Mota del Cuervo    |                                 | Este: El Pedernoso          |
| Suroeste: Mota del Cuervo | Sur: Mota del Cuervo, Las Mesas | Sureste: Las Mesas          |

## Historia
A mediados del siglo XIX, la villa tenía contabilizada una población de 1018 habitantes. Aparece descrita en el décimo volumen del Diccionario geográfico-estadístico-histórico de España y sus posesiones de Ultramar de Pascual Madoz de la siguiente manera:

LLANOS. (Sta. Maria de los): v. con ayunt. en la prov. de Cuenca (14 leg.), part. jud. de Belmonte (2), aud. terr. de Albacete (18), c. g. de Castilla la Nueva (Madrid 21) y priorato de Uclés (8): sit., al estremo S. de la prov., en una hondonada y próxima al nacimiento del arroyo denominado Cañada, y resguardada de los vientos N. y S. con clima frio y sano. Consta de 258 casas de 10 varas de altura y de mediana construccion, cárcel y casa de ayunt., las calles son irregulares y sin empedrar y bastante sucias; hay 2 pósitos uno de la v. y otro de ánimas, 1 hospital donde se recojen los pobres del pueblo y forasteros, con 12 fan. de trigo para su sostenimiento, se halla muy abandonado; escuela de primeras letras, concurrida por 24 alumnos y su dotacion consiste en 150 rs.; la igl. parr. fundada en el año 1400, bajo la advocacion de Ntra. Sra. de la Asuncion, está servida por un cura de entrada de nombramiento del consejo de las órdenes y previa oposicion; las dos ermitas con el titulo de Sta. Ana, la una, y la otra de San Salvador, se hallan en estado ruinoso; estramuros de la pobl. á la parte S. está el cementerio con buena ventilacion y nada perjudicial á la salud; para surtido del vecindario hay 4 pozos de buenas y abundantes aguas. Confina el terreno por N. con Belmonte é Henojosos; por E. con Pedernoso; S. las Mesas, y O. Mota del Cuervo: su terreno participa de monte y llano y se halla clasificado en primera segunda y tercera calidad, correspondiendo á las dos últimas su mayor parte; por todo él se encuentran diseminados 600 árboles casi todos olmos y algunos frutales: pasan por su térm. el arroyo denominado Cañada y el r. Saona: el primero se seca los veranos, y el segundo es de curso perenne, sobre él hay un molino y 1 batan: las aguas de este se aplican con buen éxito en las enfermedades herpéticas y para los casos de parálisis. Los caminos son locales y la carretera de Madrid á Valencia pasa por su térm., su estado es regular: la correspondencia la recibe de Belmonte. prod.: trigo candeal de muy buena calicad, arisnegro, centeno, cebada, escaña, avena, patatas, vino y algun aceite; se puede calcular que produce cada fan. de trigo de sembradura de 5 á 6; se cria ganado lanar, aunque en pequeña cantidad y algunas liebres y perdices, y peces en abundancia, aunque pequeños, en el r. Saona. ind. la agrícola, un molino harinero de agua y 2 de viento y 1 batan. comercio: la esportacion de cereales para Valencia y Alicante y la importacion de arroz, bacalao; agrios y géneros de vestir. pobl., 256 vec., 1,018 alm. cap. prod.: 1.705,740 rs., imp. 85,287: el presupuesto municipal asciende á 4,000 rs., y se cubre con los ramos arrendables, y el déficit por reparto vecinal.
Segun tradicion, data la fundacion del pueblo desde el año 1290, en que varios vec. de un l. llamado Puebla del Aljeve se fueron trasladando á este. En el año 12 se dieron dos acciones de guerra entre el partidario Francisquete y las tropas francesas; saqueando estas por dos veces la poblacion.
(Madoz, 1847, pp. 486-487)

## Demografía
Santa María de los Llanos cuenta con una población de 668 habitantes (INE 2024).
| Gráfica de evolución demográfica de Santa María de los Llanos entre 1842 y 2021                                     |
| |
| Población de derecho según los censos de población del INE Población de hecho según los censos de población del INE |

## Patrimonio

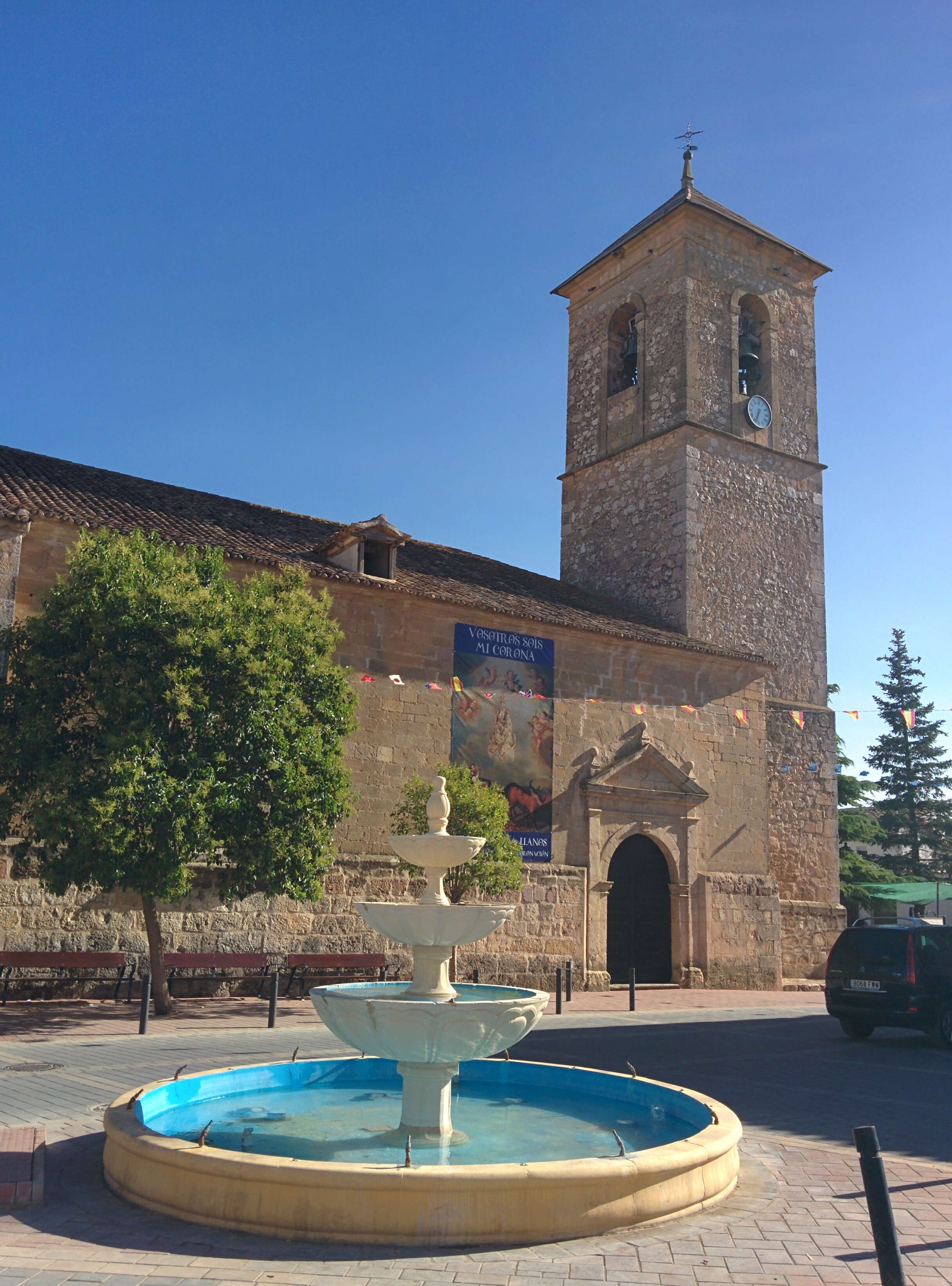
Iglesia de Nuestra Señora de la Asunción

En la localidad hay una iglesia bajo la advocación de Nuestra Señora de la Asunción.

## Fiestas
En el municipio se celebran:
- 17 de enero: Festividad de San Antón. Considerados los primeros carnavales de Castilla-La Mancha, las mozas y mozos del pueblo se disfrazan y realizan un desfile.
- 15 de mayo: Festividad de San Isidro. Romería en el lugar de la Ermita.
- 30 de abril y 2 de mayo: Festividad de Los Mayos. Grupos de folclore cantan canciones populares en la plaza Mayor.
- Del 14 al 18 de agosto: Fiestas patronales en honor a la Virgen de los Llanos y a San Roque.

Son días festivos en Santa María de los Llanos los días 17 de enero y 16 de agosto.